# Bundesstraße 108
Pour les articles homonymes, voir Route 108.
La Bundesstraße 108 (abrégé en B 108) est une Bundesstraße reliant Waren à Laage.

## Localités traversées
- Waren
- Teterow
- Laage